# Kroatische Literatur
Unter kroatischer Literatur versteht man die in kroatischer Sprache geschriebene Literatur.
Im 10. Jahrhundert bildete sich ein kirchenslawisches Schrifttum in glagolitischer Schrift aus. Dieses und die zahlreichen Übersetzungen trugen wesentlich zur Ausformung der Volkssprache bei. Im 14. Jahrhundert wurde die glagolitische Schrift von der lateinischen Schrift verdrängt. Die kroatische Literatur erreichte unter dem Einfluss der italienischen Renaissance während des 16. und 17. Jahrhunderts eine beachtliche Höhe in Dalmatien.
Trotz des regen Interesses für sprachliche Fragen in der Aufklärung erhielt das literarische Schaffen erst um 1830 neuen Auftrieb durch den Lyriker und Begründer der kroatischen Hochsprache Ljudevit Gaj und die zunächst panslawistische, dann südslawische, illyrische Bewegung für die nationale Wiedergeburt Preporod. Diese Bewegung beseitigte unter dem Einfluss von Personen wie Ivan Mažuranić und Petar Preradović die Schranken der Schriftdialekte, übernahm das Štokavische als Schriftsprache und schuf für das Königreich Kroatien und Slawonien und das Fürstentum Serbien eine einheitliche Sprachgrundlage.
Zwischen 1895 und 1905 erfolgte die Auseinandersetzung um die Berechtigung der „Modernen“, die die Autonomie der Kunst und das Ästhetische betonten. Gesucht und gefunden wurde der Anschluss an die europäische Literatur; auch der Kontakt zwischen der serbischen und kroatischen Literatur war zu Beginn des 20. Jahrhunderts sehr eng. Diese Entwicklung führte über den Symbolismus zum Expressionismus. Richtungsgebend wirkten in dieser Zeit Vladimir Nazor, Milan Begović und vor allem Miroslav Krleža. Ivo Andrić, der heute sowohl von Serbien als auch von Bosnien-Herzegowina und Kroatien geehrt wird, erhielt 1961 als erster und einziger Jugoslawe den Nobelpreis für Literatur.
Nur zeitweilig fand der sozialistische Realismus Anhänger in der kroatischen Literatur. Seit Anfang der 1950er Jahre setzten sich „modernistische“ Schriftsteller wie Petar Šegedin und Jure Kaštelan oder auch Dramatiker wie Marijan Matković, Mirko Božić und andere durch.

## Mittelalter

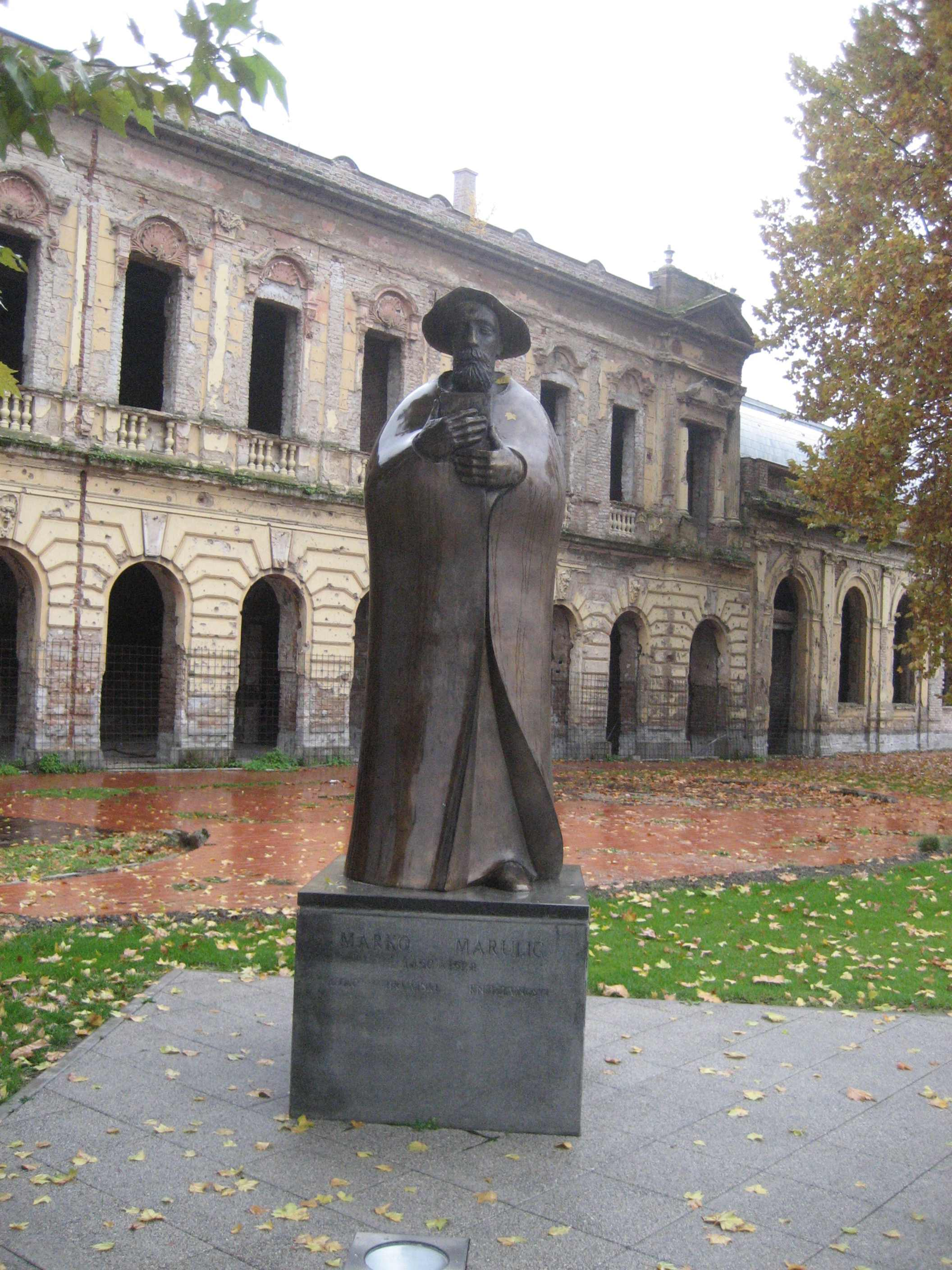
Marko-Marulić-Denkmal in Vukovar.

Im 10. Jahrhundert bildete sich ein kirchenslawisches Schrifttum in glagolitischer Schrift aus. Dieses und die zahlreichen Übersetzungen trugen wesentlich zur Ausformung der Volkssprache bei. Im 14. Jahrhundert wurde die glagolitische Schrift von der lateinischen Schrift verdrängt. Džore Držić und Šiško Menčetić gehörten zu den bedeutendsten Vertretern der südslawischen Trobadordichtung. Ihre im Stile von Francesco Petrarca verfassten konventionellen Liebeslieder klangen bei Džore Držić oft an das Volkslied an, priesen nicht die weltliche, sondern die geistliche Liebe, während bei Šiško Menčetić die weltliche Liebe verherrlicht wurde und oft an das Laszive grenzte. 1501 dichtete Marko Marulić das erste kroatische religiöse Epos Judita, das christliche Gesinnung mit humanistischem Formstreben verbindet.

## Renaissance

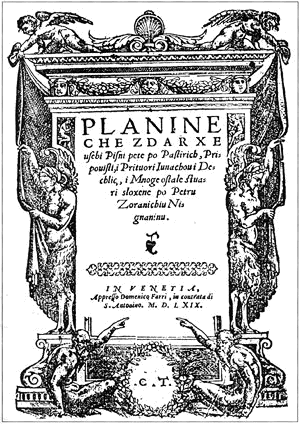
Deckblatt der Erstausgabe von Planine von Petar Zoranić (1569).

Die kroatische Literatur erreichte unter dem Einfluss der italienischen Renaissance während des 16. und 17. Jahrhunderts eine beachtliche Höhe in Dalmatien. Der Benediktiner Mavro Vetranović verfasste eine reflexiv-religiöse Lyrik, Zeitsatiren, moralisch-didaktische geistliche und mythologische Dramen sowie geistliche Epen, die zu den besten Schöpfungen der zweiten Phase der Raguser Renaissanceliteratur zählen. Petar Hektorović verfasste Sendschreiben, von denen nur vier erhalten sind, verdankt seine Bekanntheit aber der originellen Fischeridylle Ribanje i ribarsko prigovaranje („Fischerei und die Dialoge von Fischern“), die die ältesten Aufzeichnungen langzeiliger Heldenlieder (Bugarštice) enthält. Hanibal Lucić dichtete Liebeslieder ebenfalls im Stile Petrarcas, aber auch von Pietro Bembo und Ludovico Ariosto, sowie ebenfalls Sendschreiben an seine Freunde. 1556 verfasste er mit Robinja („Die Sklavin“) das erste originale kroatische Drama, dessen Sujet einem Volkslied entnommen ist.
Marin Držić, der einen ausgeprägten Sinn für komische Situationen hatte, wurde mit seinen in Reimform verfassten Schäfer- und Lustspielen in Prosa, die an Plautus und Giovanni Boccaccio erinnern, zum Schöpfer der ragusanischen Renaissance-Komödie. Sein Hauptwerk Dundo Maroje („Onkel Maroje“) bildet den Höhepunkt der südslawischen Komödie und wurde in zahlreiche Sprachen, darunter viermal ins Deutsche, übersetzt. Auch seine Farce Novela od Stanca („Der Streich an Stanac“) erfreut sich nach wie vor großer Beliebtheit in Kroatien.
In Zadar gehörte Petar Zoranić, dessen frühen Dichtungen Ljubveni lov und Vilenica verloren sind, zu den Hauptvertretern der Renaissanceliteratur. Er verfasste mit dem Schäferroman Planine, der von Jacopo Sannazaros Idylle Arcadia angeregt wurde, 1569 den ersten kroatischen Prosaroman. Nikola Nalješković schrieb neben wissenschaftlichen Werken zwischen 1539 und 1571 mehrere Sammlungen von Liebeslyrik, geistlichen Liedern, Sendschreiben, Schäferspielen und Komödien, die für die folgenden Generationen wegweisend wurden. Dinko Zlatarić kehrte unter dem Einfluss Pietro Bembos zur reinen Lyrik Petrarcas zurück, die er der schönen Cvijeta Zuzorić widmete. Er lehnte Sinnlichkeit ab und besang stattdessen die platonische Liebe. Bartol Kašić war der Verfasser zahlreicher religiöser Erbauungsschriften und der ersten kroatisch-illyrischen Grammatik.

## Barock

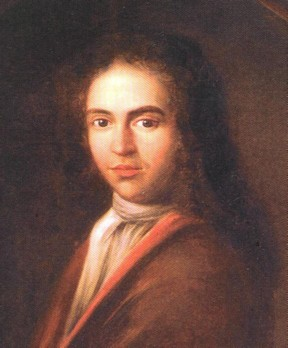
Ivan Gundulić war der hervorragendste Vertreter des südslawischen Barocks.

Der aus der Dubrovniker Patrizierfamilie Gundulić stammende Ivan Gundulić war der hervorragendste Vertreter des südslawischen Barocks. Nach dem Vorbild Torquato Tassos schrieb er in echt manieristischen Stil zehn Dramen, von denen jedoch nur vier erhalten sind. 1621 sagte er sich nach der Veröffentlichung einer Sammlung von Psalmen im Zuge der katholischen Erneuerung von seinen bisherigen Werken los. Den Höhepunkt seines Schaffens bilden das 1622 entstandene religiöse Epos Suze sina razmetnoga („Die Tränen des verlorenen Sohnes“), welches mit Religiosität, Mystik, Rührseligkeit, Grausamkeit, Askese und Sinnlichkeit alle typischen Züge des Barocks aufweist. In dem allegorisch-mythologisch Schäferspiel Dubravka (1628) verherrlichte er die Freiheit und Vaterlandsliebe der Stadtrepublik Ragusa, während er in dem Heldenlied Osman (1638) die Niederlage des Osmanischen Reiches während des Osmanisch-Polnischen Krieges 1621 in der Schlacht bei Chocim besang.
Ivan Bunić Vučić war neben Ivan Gundulić bedeutendster Vertreter der ragusischen Barockliteratur, die er mit seiner reflexiven Liebeslyrik, besonders aber seinen Schäferspielen sowohl inhaltlich als auch formal bereicherte. Die barocke Antithese von religiös-mystischen und erotisch-sinnlichen Elementen erreichte in seinem geistlichen Epos Mandalijena pokornica aus dem Jahre 1630 ihren Höhepunkt. Von dem Barockdichter Stijepo Đurđević sind nur wenige Werke im Stil der neuen manieristischen Lyrik wie das humoristische Poem Derviš als sein Hauptwerk erhalten, welche eine Abkehr vom Petrarkismus sind. Junije Palmotić, ein adliger Verwandter von Gundulić, war Verfasser barocker, mythologisch-allegorischer Dramen nach antiken und romantischen Motiven im Stile von Ovid, Vergil, Torquato Tasso sowie Ludovico Ariosto mit patriotischem Untergrund, aber auch das christliche Epos Kristijada nach dem Vorbild von Marcus Hieronymus Vida. Der aus einer Magnatenfamilie stammende Fran Krsto Frankopan schrieb neben lateinischen Elegien ebenfalls manieristische Liebesgedichte.
Paul Ritter Vitezović besang in der Erzählung Odiljenje sigetsko aus dem Jahr 1684 den heldenhaften Kampf der Kroaten gegen die Türken in der Festung Sziget während des Großen Türkenkrieges. Neben lateinischen Gelegenheitsgedichten gab er zudem volkstümliche Schriften wie Kalender heraus. Als Historiker plante er eine Enzyklopädie aller Südslawen, von der jedoch nur die Stematographia 1700 erschien. Des Weiteren beschrieb er in Versen die Ereignisse und Kämpfe in Kroatien im 16. und 17. Jahrhundert, den Untergang des Königreichs Bosnien 1473 im Zuge der osmanischen Eroberung sowie eine Weltchronik. Sein großes sprachliches Interesse bekundet das lateinisch-illyrische Wörterbuch, das jedoch nicht gedruckt wurde. Der Jesuit und spätere Benediktiner Ignjat Đurđević gilt aufgrund der Ausdruckskraft seines umfassenden Gesamtwerks, des Sprachpurismus und des lyrischen Talents als letzter bedeutender Barockdichter in der kroatischen Literatur. Zudem verfasste er die erste Literaturgeschichte der Republik Ragusa. Antun Kanižlić verfasste in Anlehnung an die Barockdichter Dubrovniks das 1780 posthum erschienene barocke Epos Sveta Rožalija, das meistgelesene Erbauungswerk der Gegenreformation.

## Das Zeitalter der Aufklärung

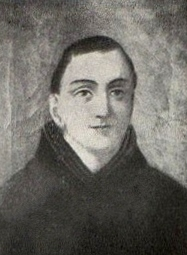
Der Franziskaner Andrija Kačić Miošić verfasste mit dem Volksbuch Razgovor ugodni naroda slovinskoga („Angenehmes Gespräch des slawischen Volkes“) das populärste Buch der kroatischen Literatur des 18. und 19. Jahrhunderts.

Der Franziskaner Andrija Kačić Miošić verfasste das erstmals 1756 erschienene Volksbuch Razgovor ugodni naroda slovinskoga („Angenehmes Gespräch des slawischen Volkes“), welches im Stile des Volksliedes die wichtigsten geschichtliche Geschehnisse der Südslawen schildert und mit 45 Ausgaben das populärste Buch der kroatischen Literatur des 18. und 19. Jahrhunderts war. Der Offizier Matija Antun Relković geriet während des Siebenjähriges Krieges in preußische Kriegsgefangenschaft und wurde dort mit der deutschen Literatur der Aufklärung vertraut. Angeregt von dem Satiriker Johann Michael Moscherosch verfasste er 1762 in zehnsilbigen Versen sein didaktisches Werk Satir iliti divlji čovik („Satyr oder Der Wilde Mann“), in dem er sich in Lehrgedichten zum Volkserzieher seines während der osmanischen Besatzungszeit zurückgebliebenen Slawonien machte. Der Prediger Tituš Brezovački wiederum wurde zum bekanntesten Dramatiker in kajkavischer Mundart und verfasste außer Sveti Aleksi (1786), einer Dramatisierung der Legenden von Alexius von Edessa, zwei Stücke nach Art der Aufklärung, eine Satire auf die Zustände in Kroatien im Stile der zeitgenössischen Wiener Vorstadttheater sowie eine Rührende Komödie (comédie larmoyante) im kajkavischen Dialekt.

## Das 19. Jahrhundert

### „Wiedergeburt“ der kroatischen Literatur und Entwicklung der kroatischen Hochsprache

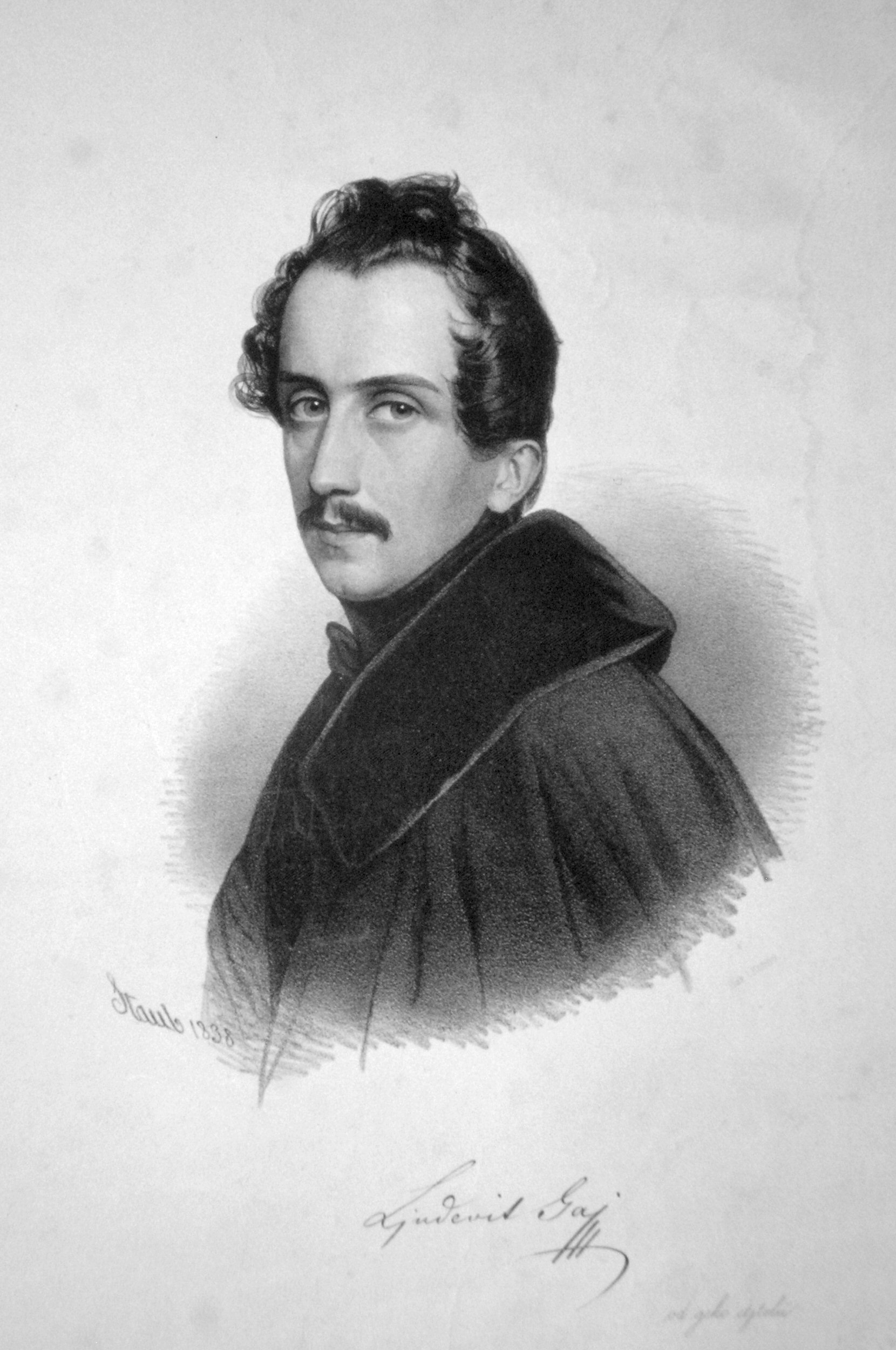
Ljudevit Gaj (um 1830) gilt als Begründer der kroatischen Hochsprache.

Trotz des regen Interesses für sprachliche Fragen in der Aufklärung erhielt das literarische Schaffen erst um 1830 neuen Auftrieb durch den Lyriker und Begründer der kroatischen Hochsprache Ljudevit Gaj. Ljudevit Gaj, bereits während des Studiums Sprecher der südslawischen akademischen Jugend, reformierte mit seinem 1830 erschienenen Werk Kratka osnova hrvatsko-slavenskoga pravopisanja („Kurze Begründung einer kroatisch-slawischen Rechtschreibung“) die bis dahin existierenden verschiedenen und komplizierten orthografischen Systeme des 18. Jahrhunderts in Kroatien, in dem er nach dem Vorbild der Tschechischen Sprache die diakritischen Zeichen einführte. 1835 gründete er mit Novine Horvatzke („Kroatische Zeitung“) die erste kroatische Zeitung, die später unter dem Titel Ilirske narodne novine („Illyrische Volkszeitung“) bzw. erschien, und mit ihren bedeutenden literarischen Beilagen Danicza Horvatzka, Slavonzka y Dalmatinzka (1835 bis 1849, 1853) sowie Danica ilirska („Illyrischer Morgenstern“) (1863 bis 1867) wesentlich zur Festigung der einheitlichen serbokroatischen Hochsprache auf štokavischer Grundlage beitrug. Das kroatische Alphabet (kroatisch Abeceda) wurde erst gegen Ende des 19. Jahrhunderts normiert. Da man sich hierbei jedoch auf Gajs System von 1835 stützte, wird die verwendete Schreibung als Gajica bezeichnet.

### DiePreporod-Bewegung der 1830er Jahre

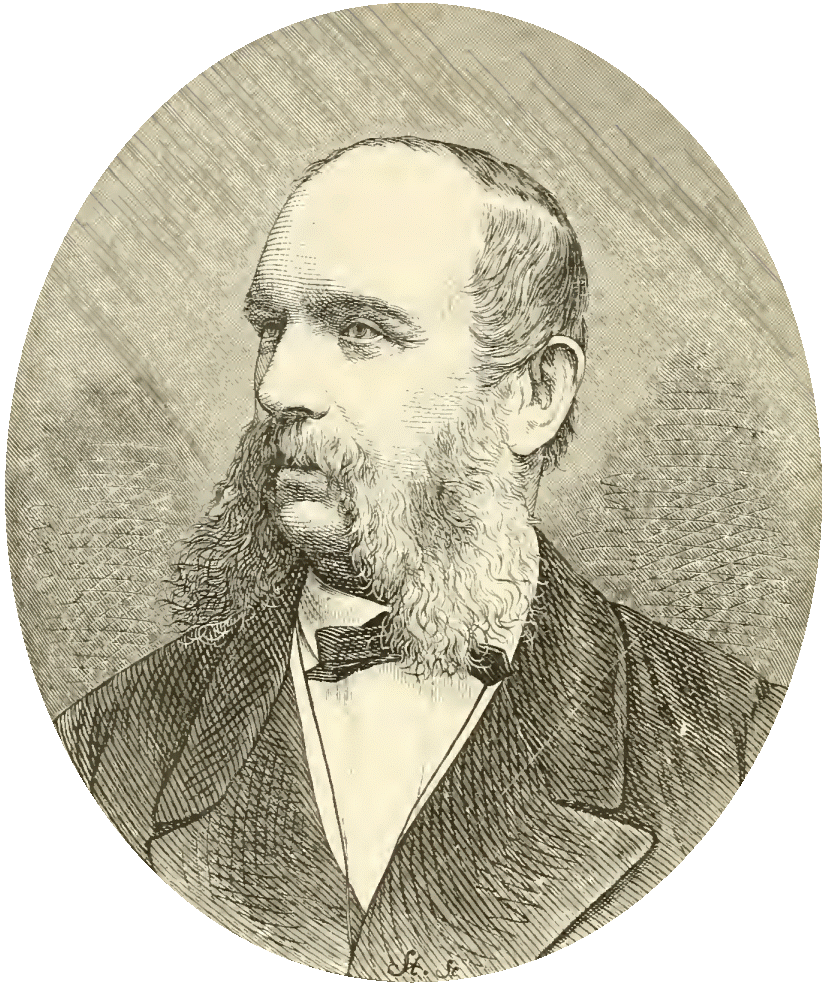
Ivan Mažuranić zählt zu den bedeutendsten Persönlichkeiten der kroatischen Nationalbewegung im 19. Jahrhundert.

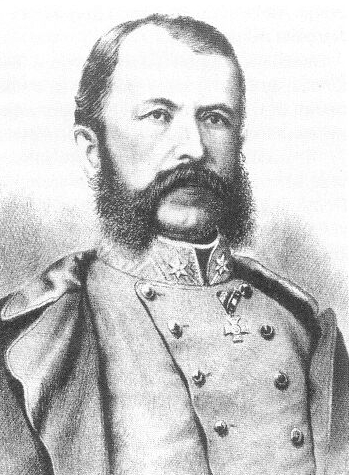
Der Offizier und spätere General Petar Preradović war neben Mažuranić der führende Dichter des Illyrismus.

Weiteren Einfluss auf die kroatische Literatur hatte dei zunächst panslawistische, dann südslawisch, illyrische Bewegung für die nationale Wiedergeburt Preporod. Diese Bewegung beseitigte unter dem Einfluss von Personen wie Ivan Mažuranić und Petar Preradović die Schranken der Schriftdialekte, übernahm das Štokavische als Schriftsprache und schuf für das Königreich Kroatien und Slawonien und das Fürstentum Serbien eine einheitliche Sprachgrundlage.
Der Bauernsohn sowie spätere Jurist und Politiker Ivan Mažuranić wurde zum führenden Sprecher des Illyrismus durch seine kleineren Gedichte, die zum Teil klassizistisch sind, aber auch die Dubrovniker Renaissance- und Barockdichtung nachahmen. Andererseits schöpfen sie bereits aus dem Volkslied und wurden zumeist in der Literaturzeitschrift Danica ilirska. 1844 schuf er eine Ergänzung des von Ivan Gundulić verfassten Epos Osman. Seinen Höhepunkt erreichte er mit dem Heldenepos Smrt Smail-age Čengića („Der Tod des Smail Aga Čengić“, 1846), welches im Rhythmus des Volksliedes anschaulich den Kampf der Montenegriner gegen die Osmanen sowie die Sehnsucht der christlichen Völker des Balkans nach nationaler und politischer Freiheit besingt.
Neben Mažuranić gehörte der Offizier und spätere General Petar Preradović zu den führenden Dichtern des Illyrismus. Er verfasste neben von Nikolaus Lenau, Johann Gottfried Herder und Adam Mickiewicz beeinflussten Liebesliedern patriotische Gedichte, in denen er die ruhmvolle Vergangenheit und Schönheit seiner Heimat besingt. Nach 1855 brachte er in reflexiver Lyrik seine philosophischen Betrachtungen über allgemeine menschliche Probleme sowie die Mission des Slawentums zum Ausdruck und hinterließ mit Prvi ljudi („Die ersten Menschen“, 1862) ein von John Milton beeinflusstes Epos, während der Versuch, ein historisches Drama zu verfassen, misslang.
Der Kaufmannssohn Dimitrija Demeter, dessen Schwester Aleksandra Demeter mit Ivan Mažuranić verheiratet war, verherrlichte als Romantiker und Anhänger des Illyrismus in seinen Dramen wie Ljubav i duznost („Liebe und Pflicht“) von 1838 und Teuta (1844) die kroatische Vergangenheit, tadelte zugleich Streit und Egoismus der Volksführer und besang in dem durch George Gordon Byron beeinflussten lyrisch-epischen Gedicht Grobničko polje aus dem Jahre 1842 die Kämpfe gegen die mongolische Eroberungen in Europa im 13. Jahrhundert. Des Weiteren verfasste er die Libretti für die ersten kroatischen Opern. Stanko Vraz, Sekretär des Kulturvereins Matica ilirska sowie Herausgeber der Literaturzeitschrift Kolo, war ein guter Kenner der europäischen literarischen Strömungen. Er suchte das Niveau der kroatischen Literatur zu heben, indem er die einseitige patriotische Lyrik bekämpfte. Er selbst verfasste mit Djulabije („Liebeslieder“, 1840), Gkasi iz dubrave žeravinske (1841) und Guslie i tambura (1845) vorwiegend zarte Lyrik, führte als neue Form das Sonett ein, dichtete Romanzen und Balladen mit Motiven aus der Volksüberlieferung und zuletzt scharfe Epigramme, in denen er die literarischen und nationalen Zustände angriff. Durch seine Artikel und Aufsätze in Kolo wurde er Begründer der kroatischen Literaturkritik. Der Jurist Antun Nemčić schrieb neben vorwiegend reflexiven Gedichten nach dem Vorbild Heinrich Heines und Laurence Sternes mit Putositnice (1845) geistreiche Reiseberichte aus Kroatien und Italien, aber auch Gesellschaftsdramen und Romane mit bereits realistischen Zügen.

### Literarische Strömungen in der zweiten Hälfte des 19. Jahrhunderts

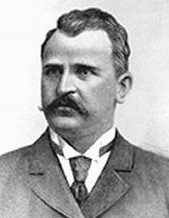
Eugen Kumičić gilt als Pionier des kroatischen Naturalismus.

Der Gymnasiallehrer Janko Jurković schilderte in realistischen Novellen wie Pavao Čuturić (1855), Izabrana djela (1862) und Sabrane pripovijesti (1880), Dramen wie Smiljana (1878) sowie besonders in Komödien wie Što žena može (1872) und Kumovanje (1878) mit viel Humor die Sorgen und Nöte der Kleinbürger. Zum anderen trat er seinen literaturkritischen Artikeln und ästhetischen Abhandlungen gegen den literarischen Dilettantismus an. August Šenoa schrieb an der Grenze zwischen Romantik und Realismus stehend neben lyrischen und epischen Gedichten, historischen Balladen, Literaturkritiken und geistreichen Feuilletonartikeln insbesondere mehrere historische, lokalbezogene Historienromane und Novellen mit sozialer Tendenz wie Zlatarevo zlato, 1871 („Das Gold des Goldschmieds“, 1871), Seljačka buna (A„ufruhr der Bauern“, 1877) und Prosjak Luka („Bettler Luka“, 1879), die im 14. bis 18. Jahrhundert spielten und für die er umfassende Quellenstudien betrieb. Er war zudem zwischen 1868 und 1873 Direktor des Nationaltheaters in Agram, wenngleich seine eigenen Dramen weniger erfolgreich waren.
Ebenfalls Realist war der Beamte und Abgeordnete Ksaver Šandor Gjalski, in dessen psychologisch durchdrungenen, ästhetisch allerdings nicht gleichwertigen Erzählungen und Romanen wie Pod starimi krovovi (1886), Tri pripovijesti bez naslova (1887), U noći (1887) und Radmilović (1894) die kulturellen, politischen und kulturellen Verhältnisse des 19. Jahrhunderts thematisiert wurden und insbesondere der Verfall des kroatischen Adels, dem er selbst als Landadeliger angehörte, im Vordergrund stand. Ante Kovačić, der 1889 in geistiger Umnachtung verstarb, verfasste Jugendlyrik und -prosa, die noch romantische Züge trugen und die Vergangenheit Kroatiens idealisierten. In späteren zeigte er sich hingegen als Realist und übte unbarmherzige Kritik an den herrschenden gesellschaftlichen Verhältnissen, die er bis zur Satire, Parodie und Karikatur zeigte. Die Gegensätze von Land und Stadt, Arm und Reich, die geistige Zurückgebliebenheit, Neid und Zwietracht, besonders aber das Schicksal Intellektueller bäuerlicher Herkunft wie er selbst in der als verderbt beschriebenen Stadt bildeten die Themen seiner Romane und Novellen wie Baruničina ljubav (1878) und Smrt babe Čengićkinje (1888). Josip Kozarac, der Forstwirt und später Journalist war, schrieb zunächst romantisch-lyrische Gedichte und dramatischen Charakteren im Stile Molières wie Tartuffov unuk (1878). Danach entwickelte er sich in realistischen Novellen und Romanen wie Tena (1889), Mrtvi kapitali (1889) und Medju svjetlom i tminom (1891), die die naturwissenschaftlichen und soziologischen Ideen von Charles Darwin und Adam Smith widerspiegelten, zum führenden Erzähler seiner slawonischen Heimat, die zu jener Zeit eine einschneidende Veränderung ihrer Wirtschaftsstruktur erfuhr. Der aus einer kleinbürgerlichen Familie stammende Lehrer Vjenceslav Novak war ein herausragender Vertreter des kroatischen Realismus, der in seinen Romanen und Novellen wie seinem 1899 erschienenen Werk Posljednji Stipančići („Die letzten Stipanićs“) den Verfall der Patrizierfamilien im kroatischen Küstenland, aber auch die Not junger Bauern in der Stadt, den Kampf der Künstler gegen das Spießbürgertum, das schwere Schicksal des geistigen und wirtschaftlichen Proletariats in den Städten schilderte. Dadurch zeichneten sich seine Arbeiten durch eine soziale Note aus.
Der Lehrer und Politiker Eugen Kumičić führte als erster den Naturalismus in die kroatische Literatur ein, ohne sich jedoch von den Nachwirkungen der Romantik vollends befreien zu können. Die Themen für seine Romane, Erzählungen und Dramen wie Olga i Lina (1881), Gospodja Sabina (1883) und Sestre (1890) wählte er aus allen sozialen Schichten. Er verarbeitete zudem historische Stoffe, wobei er zwar die Schattenseiten des menschlichen Lebens in den Vordergrund rückte, jedoch die Fehler der Feinde seines Volkes stärker hervorhob.
Der griechisch-katholische Geistliche Jovan Hranilović verfasste neben kritischen und polemischen Schriften gegen L’art pour l’art patriotische Gedichte und moralisierende Erzählungen wie Jedna noć (1880) und Žumberačke elegije („Žumberker Elegien“, 1884). Der Jurist und Abgeordnete August Harambašić schrieb romantische, vorwiegend patriotische Lieder, die Ausdruck des Kampfes gegen alle Formen der Tyrannei sind, während seine Liebesgedichte starke rhetorische Züge trugen. Als politischer Grundgedanke schwebte ihm ein Zusammenschluss aller Südslawen in einem Staat Kroatien vor. Er zählt zu den populärsten Dichtern der kroatischen Literatur. Der Journalist und Schulrektor Silvije Strahimir Kranjčević begann gleichfalls mit pathetisch-patriotischen Gedichten wie in Bugakinje (1885), wandte sich in seinen späteren Werken jedoch aktuelleren Problemen zu und kritisierte die nationalen, kulturellen und sozialen Verhältnisse, wobei das allgemein Menschliche zunehmend in den Vordergrund rückte und er eine neue freiheitliche Weltordnung anstrebte. Wie kein anderer verstand er es, seine Gefühle auszudrücken, wenngleich aus seinen Gedichten oft nicht nur tiefer Pessimismus, sondern auch beißende Ironie und Sarkasmus erklangen.

## Das 20. Jahrhundert

### Auseinandersetzung um die Berechtigung der „Modernen“ 1895 bis 1905

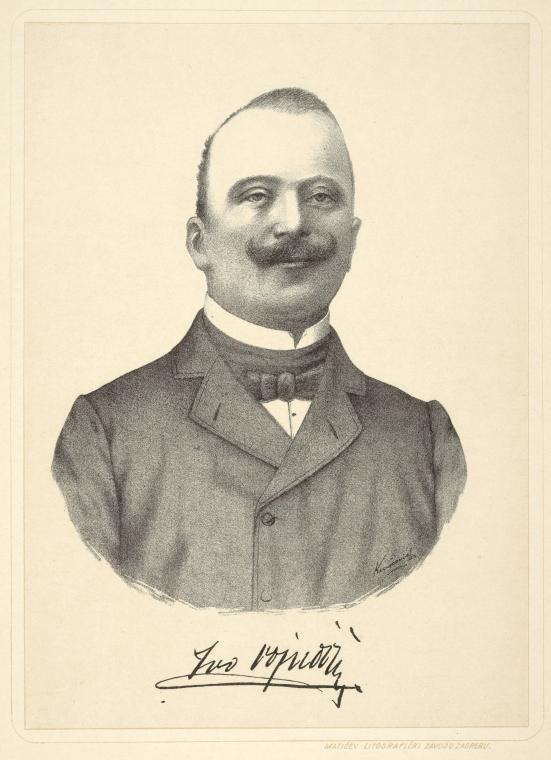
Ivo Vojnović beschrieb in seinem Hauptwerk Dubrovačka trilogija den politischen Niedergang von Dubrovnik.

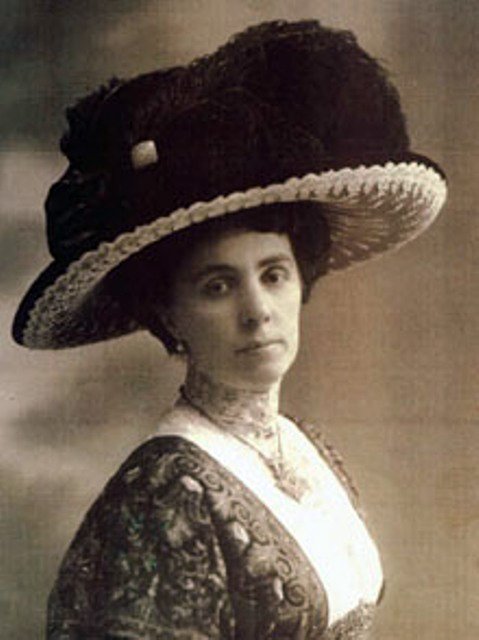
Ivana Brlić-Mažuranić gilt als Begründerin der modernen Kinderliteratur Kroatiens.

Zwischen 1895 und 1905 erfolgte die Auseinandersetzung um die Berechtigung der „Modernen“, die die Autonomie der Kunst und das Ästhetische betonten. Gesucht und gefunden wurde der Anschluss an die europäische Literatur, auch der Kontakt zwischen der serbischen und kroatischen Literatur war zu Beginn des 20. Jahrhunderts sehr eng.
Der Jurist und spätere Dramaturg am Zagreber Nationaltheater Ivo Vojnović verfasste anfänglich realistische Novellen wie Geranium (1880), wurde aber bereits sehr früh vom Symbolismus beeinflusst. In seinen weiteren Werken wurde er allerdings von allen europäischen Strömungen bis hin zum Expressionismus inspiriert. Er behandelte in seinen psychologisch durchdrungenen Novellen und Bühnenwerken neben allgemeinen menschlichen Problemen seelische Konflikte und ließ sich dabei vom Leben des Adels, des Volkes, der Künstler inspirieren und verherrlichte darin die Heldentaten seines Volkes. Seine Werke waren von einem starken Lyrismus, Ausdrucksreichtum und einer bildhaften Sprache geprägt. In seinem zwischen 1900 und 1903 entstandenen Hauptwerk Dubrovačka trilogija („Die Ragusaner Trilogie“) zeichnete er ein Bild vom politischen Niedergang von Dubrovnik. Janko Leskovar, der ebenfalls als Lehrer arbeitete, vollzog einen Wechsel vom Realismus zur Moderne. Durch Arthur Schopenhauer beeinflusst stellte er in psychologischen Romanen und Novellen wie Misao na vječnost (1891), Propali dvori (1896) und Izgubljeni sin (1903) Charaktere aus dem Kleinbürgertum, der kränkelnden Intelligenz und dem sich zersetzenden Adel dar, die nach dem tieferen Sinn des Daseins forschen und sich andererseits in Selbstvorwürfen verzehren.
Der spätere Gesandte in den USA und Spanien Ante Tresić Pavičić begann noch als Romantiker, wandte sich dann jedoch unter Ablehnung der Moderne dem Klassizismus zu, den er in Form, Verslehre und Sprache nachahmte. Außer Gedichten, Novellen und Romanen verfasste er Dramen mit politischer Ausrichtung sowie mit Finis Reipublicae aus dem Jahr 1902 eine Tetralogie über den Untergang des Römischen Reiches. Viktor Car-Emin behandelte in seinen realistischen Romanen, Dramen und Erzählungen wie Pusto ognjište (1900), Zimsko sunce (1903) und Usahlo vrelo (1904), aber auch in seinen journalistischen Artikeln den kulturellen und nationalen Kampf seiner Heimat Istrien. Dabei schilderte er insbesondere auch die wirtschaftlichen und sozialen Probleme, die aus dem Zerfall der Segelschifffahrt entstanden. Er war später auch Verfasser von Kinder- und Jugendliteratur wie Iz podjarmljenih krajeva (1921) und Nevidljivi Jurić (1922). Der Arbeitersohn Josip Kosor schrieb Novellen und Romanen wie Optužba (1905), im Geiste der kroatischen Moderne, die das Schicksal der Entrechteten und Unterdrückten behandelten. Des Weiteren verfasste er Dramen, die den leidenschaftlich-triebhaften Kampf, Boden, Frauen und Macht darstellten. Bühnenwerke wie Požar strasti (1910), das 1911 unter dem Titel Brand der Leidenschaften in deutscher erschien, wurden mit viel Erfolg im europäischen Ausland wie London, München und Prag aufgeführt.
Ivana Brlić-Mažuranić, Enkelin von Ivan Mažuranić und Ehefrau des Politikers Vatroslav Brlić, gilt als Begründerin der modernen Kinderliteratur Kroatiens mit Werken wie Valjani i nevaljani (1902) und Škola i praznici (1905). Sie schrieb aber auch Gedichte, Erzählungen sowie den Roman Jaša Dalmatin, potkralj Gudžerata (1937) mit Motiven aus der slawischen Mythologie und dem Volksmärchen. Der aus verarmten Landadel stammende Jurist Dragutin Domjanić besang in seinen ersten Gedichtsammlungen wie Pjesme (1909) die Vergänglichkeit alles Irdischen. Er überwindet während des Ersten Weltkriegs den tiefen Pessimismus und widmete sich daraufhin konkreteren Themen, in denen er mit kajkavischem Dialekt mit naiver herzlicher Anmut die Schönheit des Zagreber Hügellands und das Wesen seiner Bewohner pries. Seine oftmals vertonten Verse trugen zu seiner Popularität bei.

### Entwicklung der kroatischen Moderne sowie symbolistische und expressionistische Strömungen

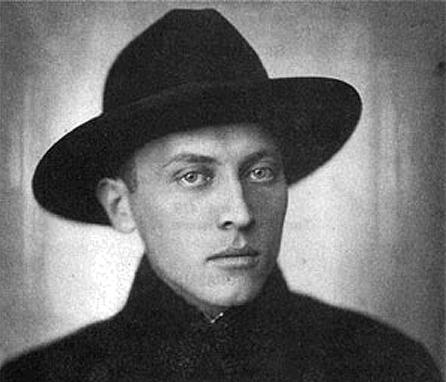
Milan Begović gilt als führender Dichter der kroatischen Moderne.

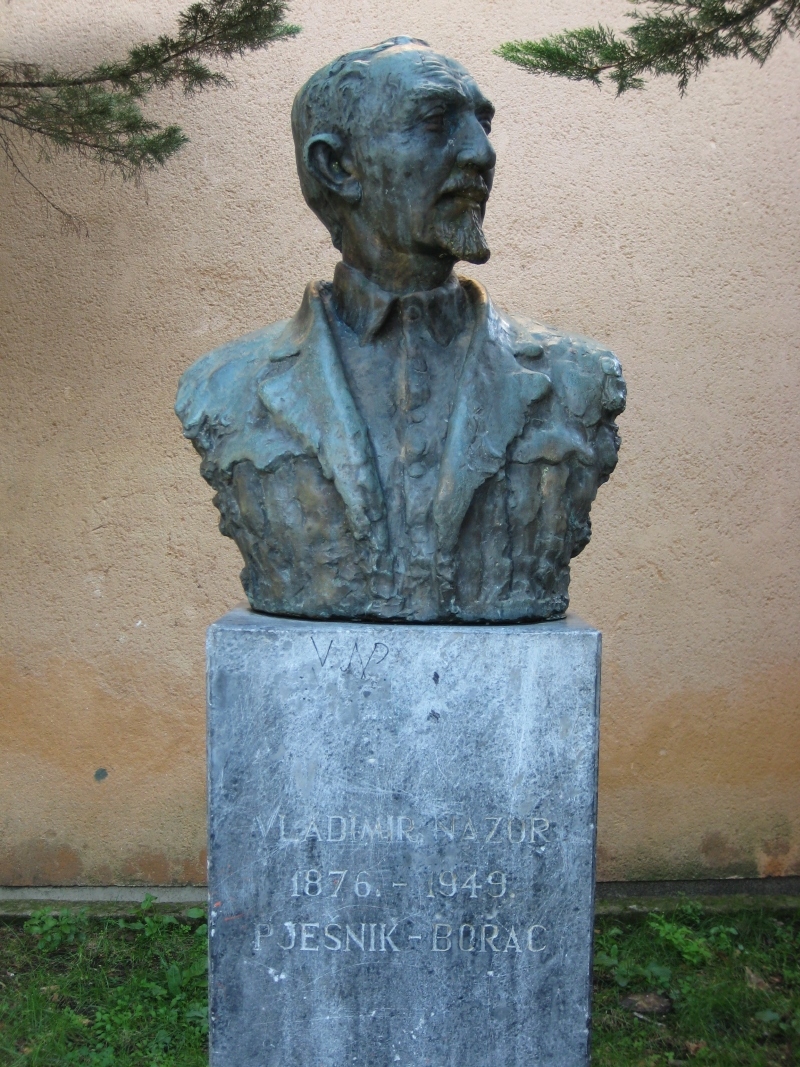
Büste von Vladimir Nazor in Crikvenica

Die Entwicklung der „Moderne“ führte über den Symbolismus zum Expressionismus. Richtungsgebend wirkten in dieser Zeit Milan Begović und Vladimir Nazor.
Milan Begović, der zwischen 1901 und 1902 Dramaturg am Deutschen Schauspielhaus in Hamburg sowie später am Zagreber Nationaltheater war, veröffentlichte 1893 mit Gretchen seine erste Gedichtsammlung. Mit der 1900 erschienenen kosmopolitischen, gefühlsbetonten Gedichtsammlung Knjiga Boccadoro wurde er zum führenden Dichter der kroatischen Moderne. Gleichzeitig wurde er durch seine zahlreichen Übersetzungen aus der deutschen sowie der italienischen Sprache und seine Aufgeschlossenheit für fremde Einflüsse wie von Sigmund Freud bedeutendster Mittler europäischer Strömungen in der modernen Literatur Kroatiens. Seine teils psychoanalytischen, teils romantischen Dramen wie Myrrha (1902), Gospoda Walewska (1906) und Stana Biučića (1909) sind von ausländischen Autoren wie Henrik Ibsen, Gabriele D’Annunzio und Luigi Pirandello beeinflusst und verraten eine meisterhafte Beherrschung der Bühnentechnik. Begović bereicherte des Weiteren die literarische Ausdrucksweise in Prosa und Vers. Dabei passte er seine Werke thematisch der mitteleuropäischen Literatur an und schrieb zudem lyrisch gestimmte Romane wie Dunja u kovčegu (1921). Dramen wie Pustolov pred vratima (1926), Amerikanska jahta u splitskoj luci (1929) und Bez trećega (1934) wurden auch ins Deutsche übersetzt.
Neben Begović war insbesondere Vladimir Nazor, der 1945 Präsident des Parlaments (Sabor) war, prägend für die Entwicklung der kroatischen Literatur zu Beginn des 20. Jahrhunderts. Trotz Beeinflussung von verschiedenen europäischen literarischen Strömungen blieb er originell und gab dem Vers eine neue Elastizität. Anstelle pessimistischer und sentimentaler Töne der Dekadenz erklingen aus seiner frühen Lyrik wie Slavenske legende (1900) und Lirika (1910) überschäumendes dionystisch-pantheistisches Lebensgefühl, Liebe zur Natur und Menschheit. In der Zwischenkriegszeit ist eine Neigung zum Symbolismus nach dem Vorbild von Maurice Maeterlinck und Giovanni Pascoli zu erkennen. Für seine Epik wählte er Themen aus der Geschichte Kroatiens und der slawischen Mythologie. Auch in seinen Novellen und Romanen wie Istarske priče (1913) und Pastir Loda (1938), der in der Übersetzung von Alfred von Buttlar-Moscon als Der Hirte Loda (1949) in deutscher Sprache erschien, blieb trotz verschiedener Thematiken seine Lyrik erkennbar. Des Weiteren verfasste er auch kritische sowie polemische Essays wie Članci i kritike (1942).
Auch der Publizist Antun Gustav Matoš gilt als guter Kenner der europäischen literarischen Strömungen sowie als Wegbereiter und bedeutendste Figur der kroatischen Moderne in der Literatur. Er schrieb zahlreiche Essays, scharfe Kritiken im Stile von Jules Lemaître und Anatole France und geistreiche Feuilletonartikel wie Ogledi (1905) und Pečalba (1913), in denen er seinen Landsleuten vor allem die französische Literatur näherbrachte. Feuilletonistisch sind zudem die unter dem Einfluss von Edgar Allan Poe und E. T. A. Hoffmann geschriebenen tragikomischen und grotesken Novellen wie Iverje (1899) und Novo iverje (1900), die oft autobiografische Züge tragen und deren Fabel durch Eindrücke und Stimmungen unterbrochen wird.
Als bester Erzähler der kroatischen Moderne gilt wiederum Dinko Šimunović. In seinen Novellen und Romanen wie Mrkodol (1909), Tuđinac (1911) und Sa Krke i Cetine (1930), die 1944 unter dem Titel An den Tränken der Cetina in deutscher Sprache erschien, schilderte er die Armut sowie die kulturelle und wirtschaftliche Rückständigkeit des Hinterlandes von Dalmatien. Ebenfalls in deutscher Sprache erschien die Erzählung Salko, der Alkar (1943). Andererseits begeisterte er sich für die Schönheit der Natur, die patriarchalische Lebensform der Bauern, die dem Menschen Kraft und Mut verleiht und ihn vor Dekadenz bewahrt. Des Weiteren zeichnet er sich durch seine hervorragende psychologische Schilderung von Frauengestalten aus. Der 1909 in einer psychiatrischen Anstalt verstorbene Vladimir Vidrić gründete 1908 mit Mladost eine Zeitschrift der kroatischen Moderne. Sein schmales lyrisches Werk, welches Themen des politischen und sozialen Lebens behandelt, ist durch Bildhaftigkeit, Gefühlstiefe und Rhythmik gekennzeichnet.

### Literarische Entwicklungen und Strömungen der Zwischenkriegszeit

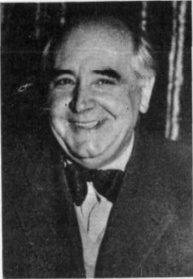
Miroslav Krleža gilt als der bedeutendste kroatische Schriftsteller des 20. Jahrhunderts.

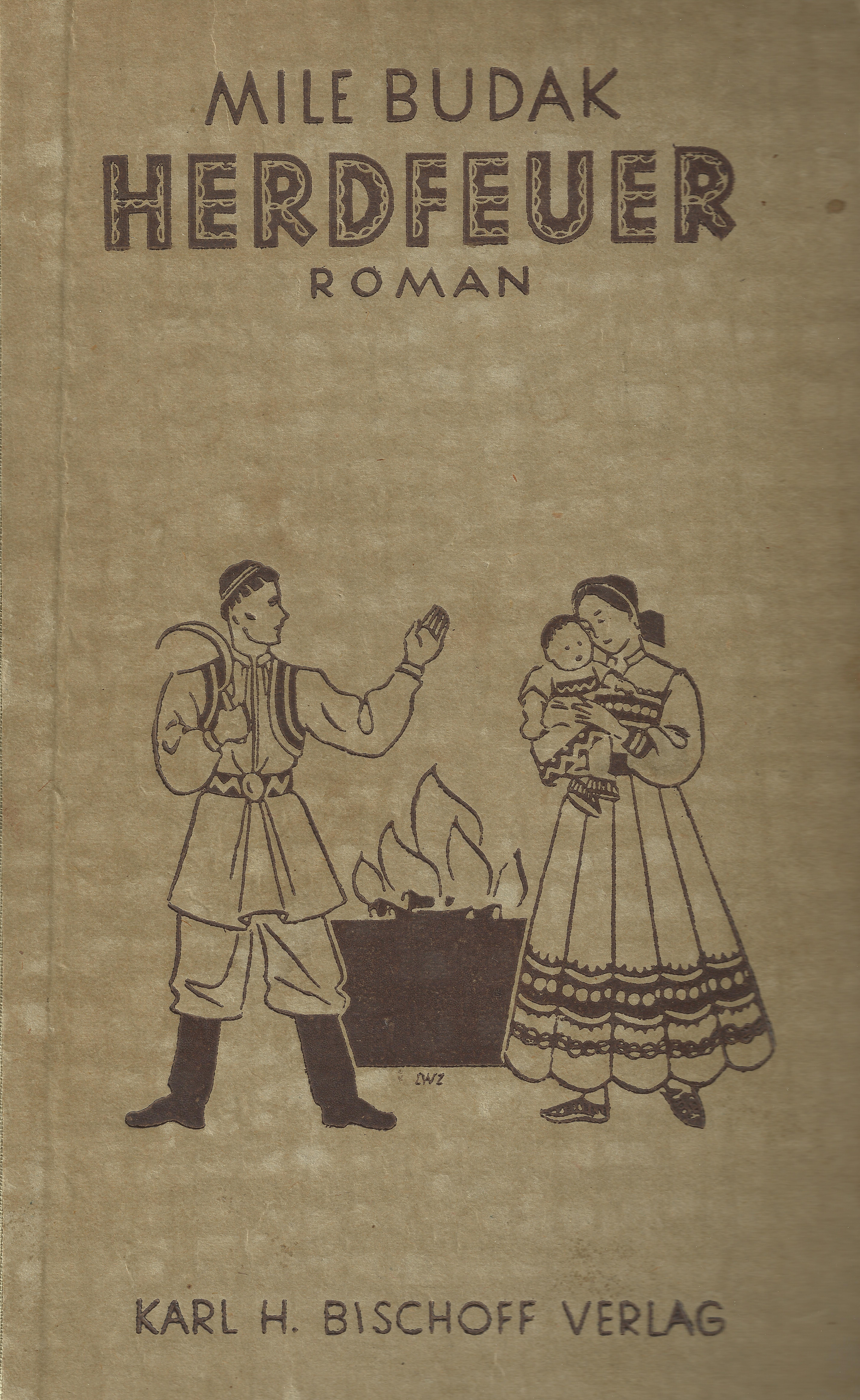
Buchdeckel der deutschen Ausgabe von Mile Budaks Roman Herdfeuer (1943).

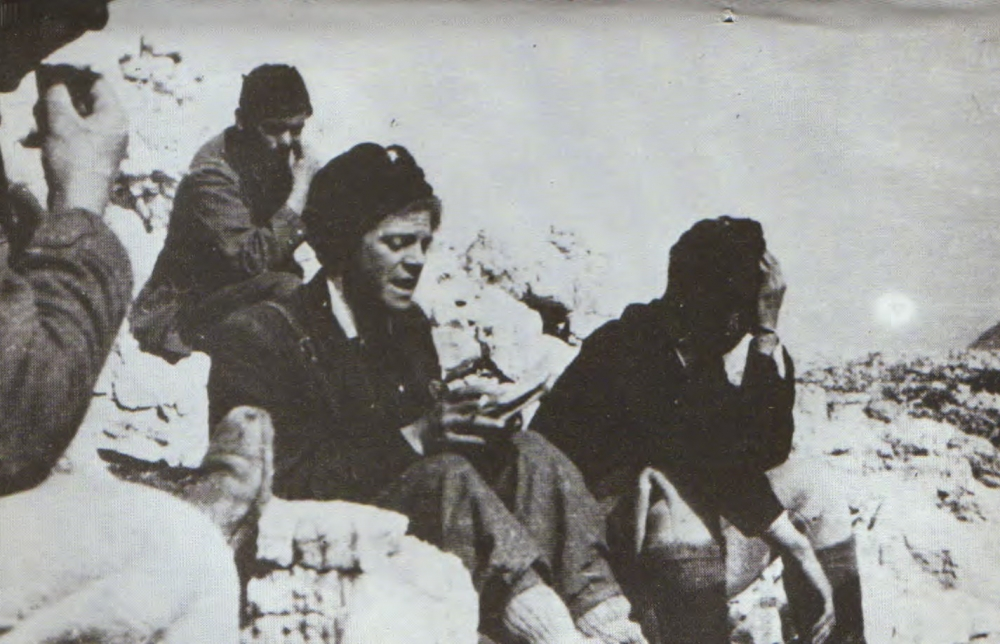
Ivan Goran Kovačić bei den Partisanen (1943).

In der Zwischenkriegszeit war für die Entwicklung der Literatur vor allem Miroslav Krleža maßgeblich, der als der bedeutendste kroatische Schriftsteller des 20. Jahrhunderts gilt.
Krleža, der als Symbolist begann und dann zum Expressionisten wurde, überwand sehr bald die kroatische Moderne und entwickelte sich zum eigenständigsten Schriftsteller der kroatischen Literatur. 1919 gründete und leitete er die Literaturzeitschrift Plamen („Die Flamme“). In seinen Erzählungen, Dramen und Romanen wie Hrvatska rapsodija (1922), Gospada Glembajevi (1928), Povratak Filipa Latinovicza (1932), Hiljadu i jedna smrt (1933), Na rubu pameti (1938) und Banket u Blitvi (1939) beschrieb er das schwere Leben der kroatischen Bauern während des Krieges, die aussichtslose Situation kleinstädtischer Intellektueller, besonders aber den Untergang der dekadenten Hocharistokratie. Als Kenner der europäischen Literatur schrieb er zudem literarische Essays und Kritiken wie Eseji (1932), in denen er kulturelle, politische und soziale Fragen behandelte, die sich durch Klarheit, starke Beobachtungsgabe und starken Lyrismus auszeichneten.
Der in der Arbeiterbewegung tätige und am 17. Juli 1941 erschossene Kommunist August Cesarec war neben Krleža Mitherausgeber der Zeitschrift Plamen sowie ab 1928 der Zeitschrift Zaštita čovjeka. In seiner Lyrik, psychologischen Erzählungen und Romanen wie Stihovi (1919), Sudite me (1925), Careva kraljevina (1925), Tonkina jedina ljubav (1932) und Bjegunci (1933) schilderte aus einseitig marxistischer Sichtweise die Sorgen und Nöte des einfachen Volkes. Daneben verfasste er Essays, Reiseberichte sowie polemische Kritiken, aber auch eine Studie zur Psychoanalyse und die Individualpsychologie mit dem Titel Psihoanlazia i individualna psihologija (1932). Gustav Krklec, der als Redakteur für mehrere Literaturzeitschriften tätig war, veröffentlichte außer literarischen Feuilletonartikeln, Epigrammen und Kritiken über ausländische und einheimische Literatur vor allem subjektive Lyriksammlungen wie Lirika (1920), Srebrna cesta (1921) und Izlet u nebo (1928), die anfangs unter dem Einfluss des deutschen Expressionismus und Rainer Maria Rilkes standen.
Tin Ujević reagierte in gefühlsbetonter und subjektiver Lyrik von starker Bildkraft auf alle politischen und sozialen Ereignisse, erging sich in metaphysischen Betrachtungen. Er verarbeitete dabei sämtliche literarischen Strömungen der letzten fünfzig Jahre bis zu seinem Tode 1955, ohne jedoch an Originalität einzubüßen. Während seine Lyrik wie Lelek sebra (1920) und Kolajna (1926) anfangs geschlossene Formen prägten, hatte diese später meist freie Verse, die von einer Grundstimmung aus Resignation und Trauer geprägt waren. Er war zudem Verfasser literarischer und kulturkritischer Essays. Der als Journalist tätige Antun Branko Šimić zeigte in seinen gefühlsbetonten, klaren Gedichten Interesse für die Jugend sowie für soziale Fragen. Er wendete sich gegen Traditionalismus und führte durch seine Lyrik wie Preobraženja (1920) den expressionistischen Stil in die kroatische Dichtung ein. Daneben war er Verfasser kritischer Essays über moderne kroatische Autoren. Der Arztsohn und spätere Widerstandskämpfer Miroslav Feldman verfasste in diesen Jahren neben sozial betonten Gedichtsammlungen wie Iza sunca (1920) und Arhipelagsnova (1927).
Slavko Kolar begann seine schriftstellerische Arbeit mit humoristisch-satirischen Novellen wie Breza (1928), der 1942 unter dem Titel Die Birke in deutscher Sprache erschien, Ili jesmo – ili nismo (1933) und Mi smo za pravicu (1936), die an die Tradition des Realismus serbischer Autoren wie Stevan Sremac und Branislav Nušić anknüpften. Der Beamte Dobriša Cesarić, der zeitweilig als Theaterdirektor in Zagreb tätig war, verfasste Lyrik von beherrschter und knapper Ausdrucksform wie Lirika (1931), Spašena svjetla (1938) und Izabrani stihovi (1942). Der am 13. Juli 1943 als Partisan gefallene Ivan Goran Kovačić verfasste außer lyrischen Gedichten Novellen wie Dani gnjeva (1936), in denen er die Alltagssorgen des einfachen Volkes und dessen Kampf um das tägliche Brot darstellte. Bekannt wurde er insbesondere durch den 1944 posthum erschienenen monumentalen, in Sestinen geschriebenen Poem Jama, der 1962 in Deutsch unter dem Titel Das Massengrab erschien. Darin beschrieb er die Leiden der Opfer des Zweiten Weltkrieges.
Olinko Delorko schuf formvollendete, melodische und stimmungsvolle Lyrik wie in den Bänden Pjesme (1934), Rastužena Euterpa (1937), Razigrani vodoskoci (1940) sowie Uznosite slutnje (1944), aber auch Kurzprosa wie Zgode poremećene sreće (1942).
Der als Volksschullehrer tätige Vjekoslav Kaleb verfasste zunächst Erzählungen von lebender Charakteristik und knappem Stil wie Na kamenju (1940) und Izvan stvari (1942). Dragutin Tadijanović besang in den Werken mit seinen melancholischen Gedichten wie Lirika (1931), Sunce nad oranicama (1933), Pepeo srca (1936), Dani djetinjstva (1937) und Tuga zemlje (1942) das Leben in seiner Heimat Slawonien. Die von Marin Franičević zum Teil in čakavischer Mundart geschriebenen Gedichte in Werken wie Na putu za novi grad (1937), Na poji i putih (1939) und Zvijezda nad planinom (1945) besangen zwischen den beiden Kriegen das Leben auf der Insel Hvar.
Der Rechtsanwalt und spätere Außenminister des Unabhängigen Staates Kroatien Mile Budak, der am 7. Juni 1945 hingerichtet wurde, verfasste neben empfindsamer Lyrik und meisterhafter Prosa insbesondere in seinem 1938 veröffentlichten Roman Ognjište : Roman iz ličkog seljačkog života, der 1943 unter dem Titel Herdfeuer auch in deutscher Sprache erschien, ein lebendiges Bild des bäuerlichen Lebens seiner Heimat.

### Ivo Andrić

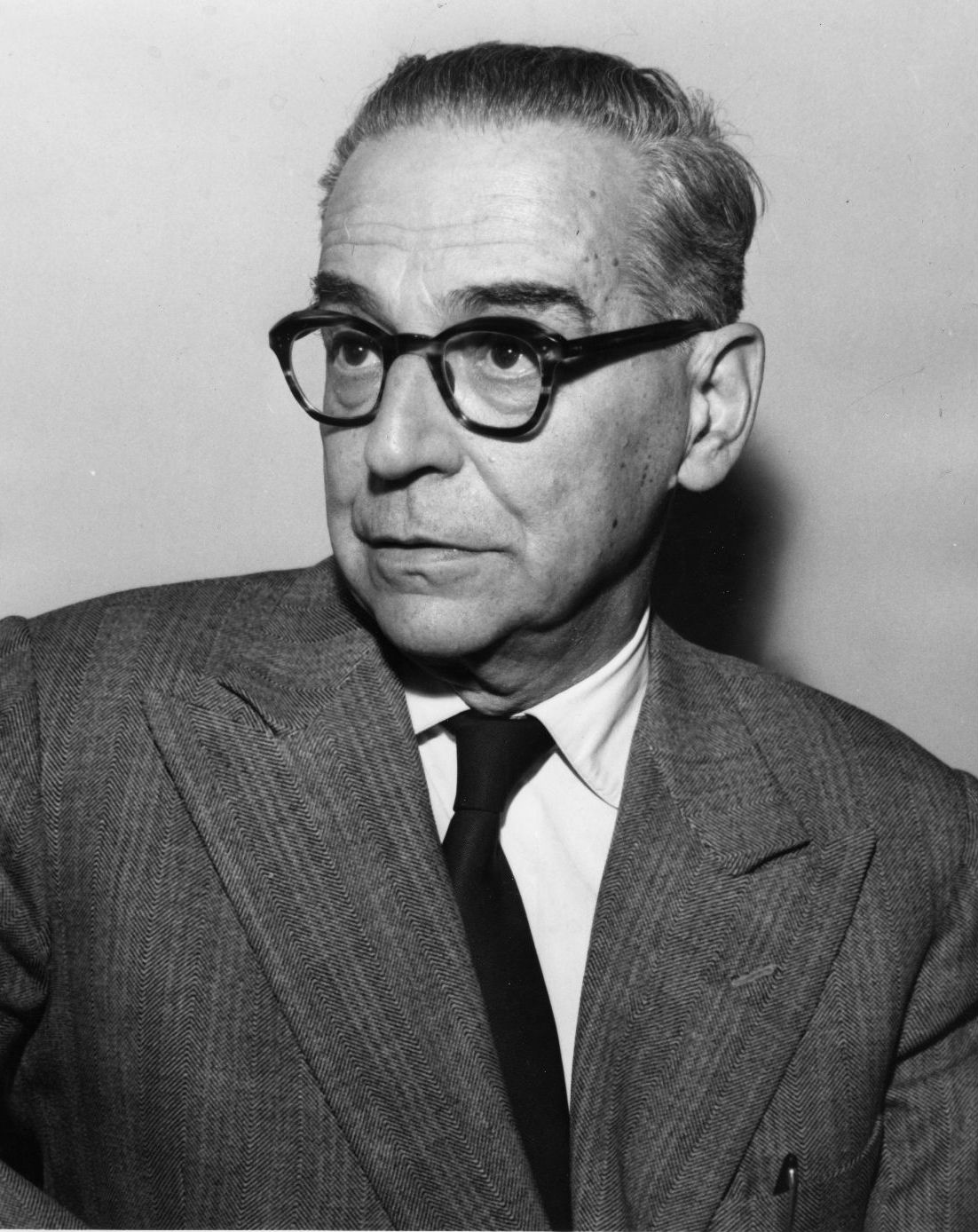
Ivo Andrić erhielt 1961 den Nobelpreis für Literatur.

Der aus einer katholischen Handwerkerfamilie stammende Ivo Andrić studierte mit einem Stipendium der Kroatischen Gesellschaft für Kultur und Bildung namens Napredak (Fortschritt), einer Gesellschaft bosnischer Kroaten. Nach ersten Gedichten wie Ex ponto (1918), und Erzählungen wie Put Alije Đerzeleza (1920) und Most na Žepi (1925) wurde er durch die 1945 erschienenen Romane der „Bosnischen Trilogie“ weltberühmt (Na Drini ćuprija (1945), Gospođica (1945) und Travnička hronika(1945)). Besonders der unter dem deutschen Titel Die Brücke über die Drina erschienene Roman trug dazu bei. In seinen Romanen und Erzählungen befasst er sich vor allem mit dem bosnischen Leben und bosnischer Geschichte sowie mit dem Nebeneinander von Orient und Okzident. 1961 erhielt er als erster und einziger Autor Jugoslawiens den Nobelpreis für Literatur.
Seine politische Haltung drückt sich in seinen Werken aus, er war ein Anhänger des jugoslawischen multiethnischen Staatsgedankens, stellte aber andererseits gerade die Problematik des Zusammenlebens verschiedener Kulturen dar. Auch nach dem Zweiten Weltkrieg stellte er sich in den Dienst des – jetzt sozialistischen – jugoslawischen Staates. Er arbeitete an den wichtigsten Zagreber Zeitschriften literarischer Art wie z. B. Savremenik („Zeitgenosse“) und Hrvatska njiva („Kroatisches Feld“). Er ist der weltweit bekannteste und am meisten übersetzte Autor der südslawischen Literaturen (Übersetzungen in 40 Sprachen). Heute wird Andrić sowohl von Serbien als auch von Bosnien-Herzegowina und Kroatien geehrt, obwohl sein politisches Wirken auch umstritten ist.

### Nachkriegsliteratur

#### Literarisches Schaffen der Vorkriegsautoren

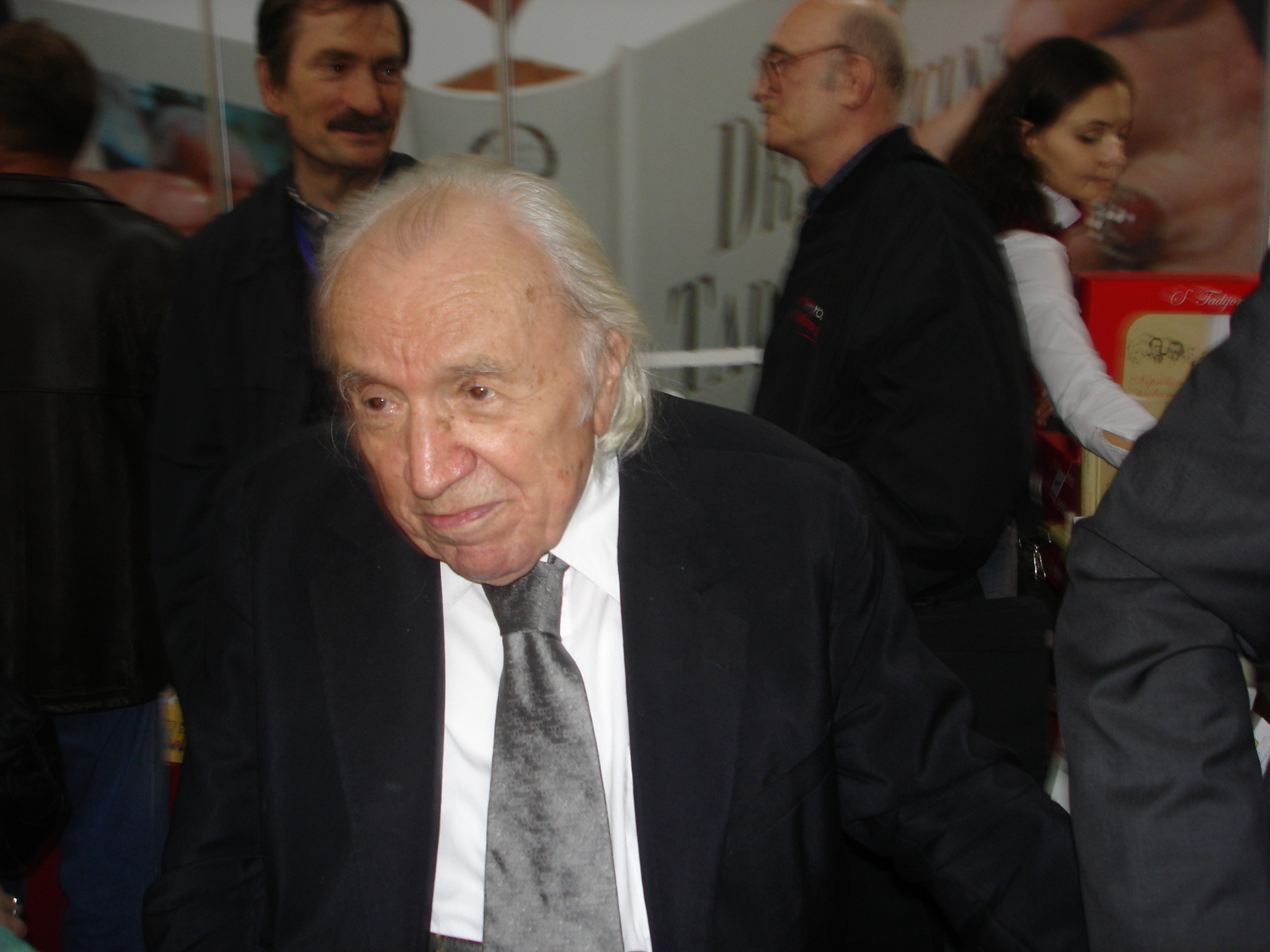
Dragutin Tadijanović (2005) veröffentlichte 500 Gedichte in 20 Sammlungen.

In der Nachkriegszeit setzten zunächst zahlreiche Schriftsteller ihre Arbeit weiter fort. Miroslav Krleža verfasste neben Studien und Essays wie Eseji VI 1961–67 auch Dramen wie Aretaj (1959). Daneben erschienen Ausgaben mit ausgewählten sowie gesammelten Werken. Dobriša Cesarić veröffentlichte in der Nachkriegszeit mit Pjesme (1951), Osvijetljeni put (1953) und Goli časovi weitere Gedichtbände, von denen eine Auswahl unter dem Titel Der erleuchtete Weg : Gedichte 1956 auch in deutscher Sprache erschien. Daneben schrieb er aber auch meisterhafte Übersetzungen von Goethe, Heine, Rilke und Kleist. Miroslav Feldman wiederum schrieb neben Gedichten auch Dramen mit Gegenwartsproblematik wie U pozadini (1951) und war zwischen 1955 und 1956 Vorsitzender des Schriftstellerverbands und des PEN-Clubs in Kroatien.
Von Marin Franičević erschien nach 1945 zunächst zweckgebundene Lyrik wie Povratak borca (1947) und Graditelji života (1950), ehe er später wie zur Vorkriegszeit in I tako sunca (1959), Kocke sna (1962) und Nastanjene uvale (1963) wieder zu heimatlichen Motiven der Insel Hvar zurückkehrte. Vjekoslav Kaleb verarbeitete in seinen Nachkriegsromanen und Novellen wie Brigada (1947), Ponižene ulice (1950) und Bijeli kamen (1954) auch seine Erlebnisse in Partisanenbewegung im Zweiten Weltkrieg. Sein ebenfalls 1954 veröffentlichter Roman Divota prašine erschien 1965 unter dem Titel Die tanzende Sonne im Verlag Neues Leben und wurde 1975 verfilmt.
Slavko Kolar fand seine eigene Ausdrucksart und Form. Die Charaktere seiner Dramen und Novellen wie Pripovijetke (1951), Na ledima delfina (1953) und Glavno da je kapa na glavi (1956) wählte auch er aus dem bäuerlichen und kleinbürgerlichen Milieu und schilderte mit viel Humor die Alltagssorgen des sogenannten „kleinen Mannes“, wodurch er zu einem der beliebtesten Schriftsteller der kroatischen Gegenwartsliteratur. Gustav Krklec verfasste mit Gedichtsammlungen wie Lirska petoljetka (1951), Feuilletons und Kritiken auch Dramen und epische Versuche, die allerdings nicht die Höhe seiner Lyrik erreichten. Dragutin Tadijanović, der 1953 Direktor des Instituts für Literatur der Jugoslawischen Akademie der Wissenschaften und Künste (JAZU) wurde, setzte ebenfalls sein literarisches Schaffen in den folgenden Jahrzehnten mit Gedichtbänden wie Pjesme (1951), Srebrne svirale (1960), Poezija (1973), Prijateljstvo riječi (1981) und More u meni (1987) fort, deren Sprache melodisch und reich an Symbolen ist. Er veröffentlichte 500 Gedichte in 20 Sammlungen, die im Jahr unter dem Festmahl. Ausgewählte Gedichte 1920 – 1995 als Zusammenstellung auch in einer deutschen Übersetzung erschienen.
Auch Olinko Delorko, der seit 1950 am Institut für Volkskunde in Zagreb tätig war, setzte seine schriftstellerische Tätigkeit fort und verfasste wiederum Lyrik, die in Gedichtsammlungen wie Izgaranja (1958), Svijetli i tamni sati (1961), Lirski Eden (1965), Dolace oblazi (1978) sowie Sve tišim glasom (1995). 1988 erschien unter dem Titel Rasudbe i domišljaji eine Sammlung mit Essays. 1990 erhielt er den Vladimir Nazor-Preis für sein Lebenswerk. Zuletzt erschien 1996 mit Dnevnik bez nadnevaka noch ein Band mit Prosa.

#### Avantgarde und neue Autoren der Nachkriegszeit
Nur zeitweilig fand der sozialistische Realismus Anhänger in der kroatischen Literatur. Seit Anfang der 1950er Jahre setzten sich „modernistische“ Schriftsteller wie Petar Šegedin und Jure Kaštelan oder auch Dramatiker wie Marijan Matković, Mirko Božić und andere durch.
Der studierte Philologe Petar Šegedin verfasste literarische Essays, die sich mit dem sozialistischen Realismus und dem Strukturalismus auseinandersetzten, sowie geistreiche Reiseberichte. In seinen Romanen und Erzählungen wie Djeca božja (1946), der 1962 unter dem Titel Kinder Gottes in deutscher Sprache erschien, Osamljenici (1947), Mrtvo more (1953) und Na istom putu (1963) behandelte er gegenwärtige Probleme der einfachen Menschen in Dalmatien oder beschrieb das tragische Dilemma der Intelligenzija. Zudem führte er die existentialistische und psychoanalytische Prosa in die kroatische Literatur ein.
Der ebenfalls als Partisan im Zweiten Weltkrieg kämpfende Mirko Božić, der 1965 Direktor der Kroatischen Nationaltheaters in Zagreb wurde, schilderte in seinen Dramen wie Most (1947), Skretnica (1951) und Pravednik (1960) sowie in Romanen wie Kurlani, gornji i donji (1952), Neisplakani (1955) und Tijela i duhovi (1981) in ausdrucksreicher Sprache, teils humorvoll, teils psychologisierend den schweren Daseinskampf der Karstbevölkerung in Dalmatien, der durch den Aberglauben und die primitive Lebensart noch erschwert wurde. In deutscher Übersetzung erschienen jeweils Der Spaziergang nach der Erzählung Sreča sowie als Hörspiel Der Gerechte nach dem Bühnenstück Pravednik. Ranko Marinković, der als Professor für Theaterwissenschaften lehrte, schrieb Gedichte, episch-psychoanalytische Dramen sowie realistisch-satirische Erzählungen von skurrilem Humor mit Themen um Angst und Tod wie Proze (1948), Pod balkonima (1953) und Poniženje Sokrata (1959). Seine 1953 erschienenen Erzählungen Ruke wurde 1961 unter dem Titel Hände in deutscher Sprache herausgegeben. Der 1965 veröffentlichte Roman Kiklop wurde 1982 unter der Regie von Antun Vrdoljak verfilmt.
Vladan Desnica, der 1934 Herausgeber der Zeitschrift Magacin Sjeverne Dalmacije war und im Zweiten Weltkrieg in der Partisanenbewegung kämpfte, verfasste neben realistischen Erzählungen, die das bunte Leben in Dörfern und Städten des Hinterlandes von Dalmatien schildern, vor allem psychologische Erzählungen und Romane wie Zimsko ljetovanje (1950), Olupine na suncu (1952) und Proljeće u Badrovcu (1955), deren assoziative Erzähltechnik an Marcel Proust erinnert. In seinem 1957 erschienenen ausgeprägtesten Roman Proljeća Ivana Galeba lebt der Held, ein sterbender Künstler noch einmal sein erfolgloses Leben nach. Seine 1959 veröffentlichten Erzählungen Fratar sa zelenom bradom erschienen 1964 unter dem Titel Die Geschichte vom Mönch mit dem grünen Bart 1964 in deutscher Übersetzung. Ebenfalls 1934 erschien mit Slučaj maturanta Wagnera das Debütdrama des damals 19-jährigen Marijan Matković, der später Präsident des Schriftstellerverbandes wurde. Auch sein schriftstellerisches Wirken fand seinen Höhepunkt ab den 1950er Jahren durch zahlreiche Dramen wie Na kraju puta (1954), Igra oku smrti (1955), Heraklo (1957) und Ranjena ptica (1966) mit gesellschaftlicher und sozialer Thematik, die mit Erfolg im In- und Ausland aufgeführt wurden. Daneben verfasste er aber auch lyrische Gedichte und literarische Essays über Probleme des modernen Theaters. Am 9. Mai 1969 wurde ihm der Gottfried-von-Herder-Preis der Universität Wien verliehen.
Der als Lehrer und Literaturkritiker tätige Šime Vučetić, der bereits 1939 Svanuća und Pjesme Ilije Labana I seine ersten Gedichtbände veröffentlichte, schrieb zunächst im Stil des synthetischen Realismus und entwickelte in späteren Werken wie Knjiga pjesama (1948), Putnik (1964) und Svjetlost u rudniku (1980) einen eigenen metaphorischen Stil. Der als Professor an der Universität Zagreb lehrende Jure Kaštelan, der 1940 mit Crveni konj noch während des Studiums seinen Debüt veröffentlichte, thematisierte in bilderreicher und schwungvoller Lyrik den Befreiungskampf und die Liebe zur Heimat sowie moderne existentielle Probleme in Gedichtbänden wie Pijetao na krovu (1950) und Pjesme (1982), aber auch in Dramen wie Pijesak i pjena (1958).
Der promovierte Literaturwissenschaftler Drago Ivanišević, der 1940 seinen ersten Gedichtband Zemlja pod nogama herausgegeben hatte, verband in seiner Lyrik und Prosa wie Dnevnik (1957), Mali libar (1959) und Igra bogova ili pustinje ljubavi (1967), die die seelischen Probleme und die Unrast der modernen Intellektuellen widerspiegelte, Elemente des französischen Surrealismus mit italienischem Okkultismus. Er schrieb zudem Gedichte in čakavischer Mundart. 1973 erschien eine Auswahl seiner Gedichte unter dem Titel Um aller Toten willen in deutscher Sprache. Vesna Parun arbeitete seit 1945 als freie Schriftstellerin und verfasste in zahlreichen Werken wie Zore i vihori (1947), Vidrama vjerna (1957), Bila sam dječak (1963), Ukleti dažd (1969), Apokaliptičke basne (1976), Grad na Durmitoru (1988), Začarana čarobnica (1993) und Grijeh smrti (2000) eine Lyrik mit vorwiegend mediterranen Motiven, die gefühlsbetont, reich an kraftvollen Metaphern und unmittelbar ist. Daneben verfasste sie auch Dramen, Drehbücher, Reportagen sowie Kindergedichte, die mit dazu beitrugen, dass sie eine der angesehensten kroatischen Schriftstellerinnen wurde. Der als Redakteur für mehrere Literaturzeitschriften tätige Krsto Špoljar schrieb Gedichte in Bänden wie Ja svakidašnji (1954), Mirno podneblje (1960) und Hrvatska balada (1971) im Prosastil. Dabei griff er neo-naturalistische Themen auf, die sich gegen eine sentimentale Lyrik wandten.
Slobodan Novak, der als Redakteur bei den Zeitschriften Izvor und Krugovi sowie zwischen 1955 und 1956 Intendant am Kroatischen National Theater in Split tätig war, griff in seiner biografisch gefärbten, verdichteten Prosa wie Izgubljeni zavičaj (1955), der als Roman unter dem Titel Die verlorene Heimat 1997 auch in deutscher Sprache erschien, Mirisi, zlato i tamjan (1968) und Izvanbrodski dnevnik – tri putovanja (1977) mit Ironie und schwarzem Humor existentialistische Themen auf und gehört zu den besten Werken der kroatischen Literatur. Darin spielt sich Mikrokosmos der Insel Rab der Makrokosmos menschlicher Erfahrungen ab.

#### Gegenwartsliteratur

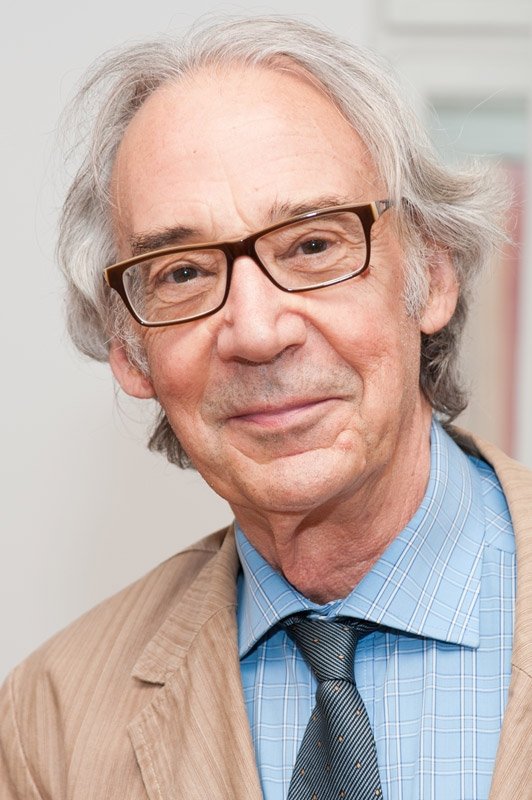
Nedjeljko Fabrio war zwischen 1989 und 1995 Präsident des Kroatischen Schriftstellerverbandes.

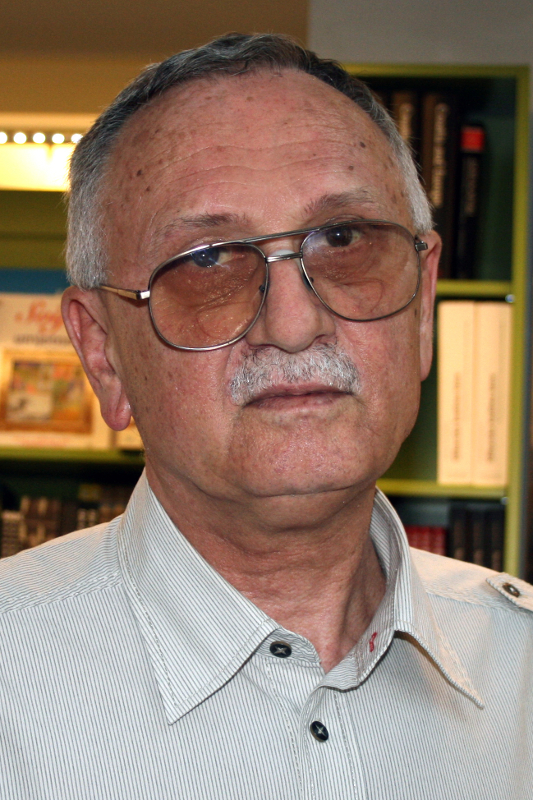
Pavao Pavličić (2011) gehört zu den produktivsten Erzählern Kroatiens.

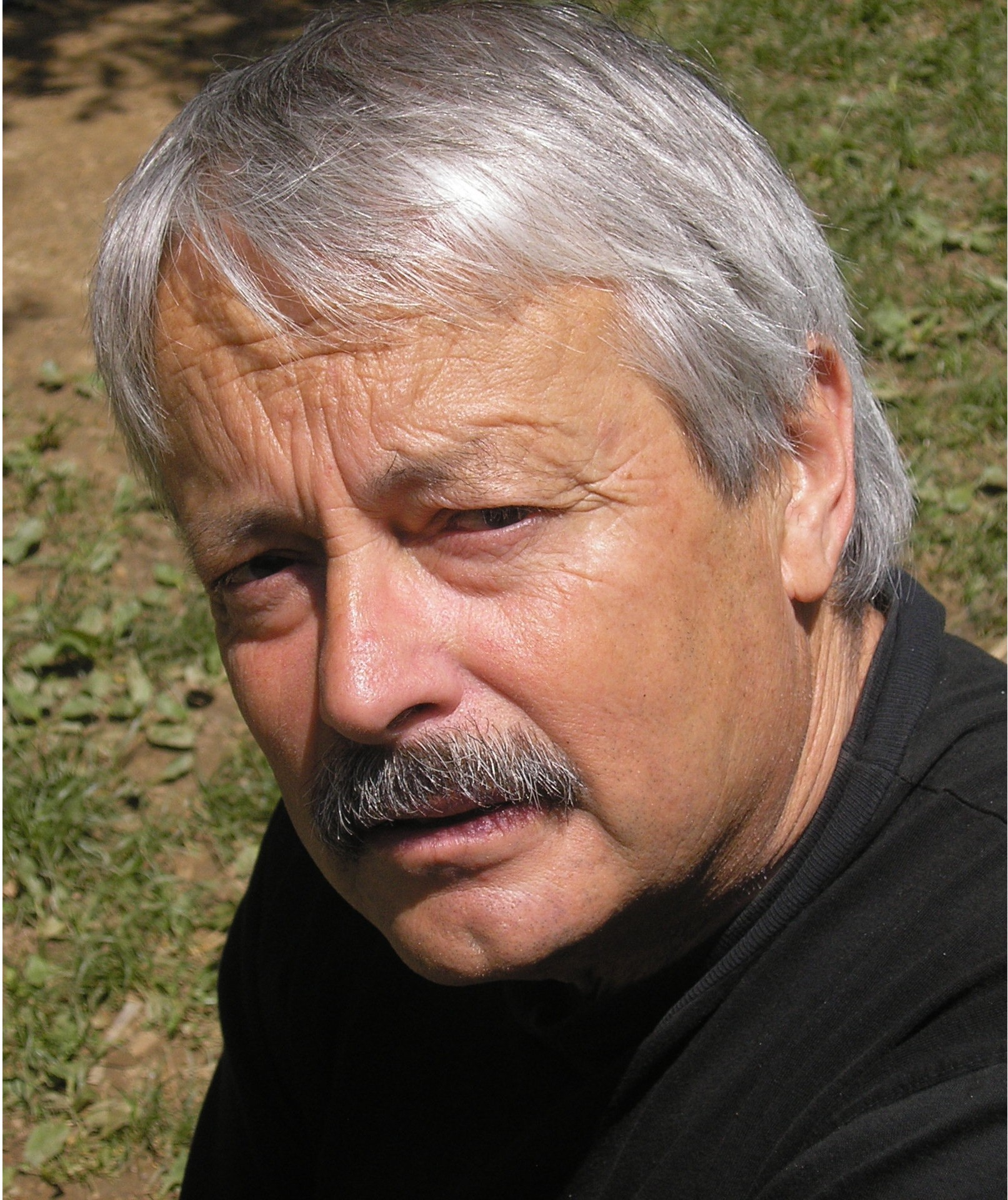
Slobodan Šnajder betreibt eine rege Tätigkeit für das deutsche Theater.

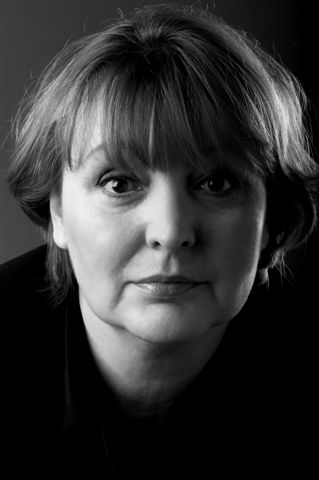
Dubravka Ugrešić lebte seit 1993 im Exil in den Niederlanden und später in den USA.

Die Lyrik Slavko Mihalić, der aus dem Kreis der Zeitschrift Krugovi stammte, ist gekennzeichnet durch ihre direkte, oft ironische Aussage vollendete Form. In Werken wie Komorna muzika (1954), Ljubav za stvarnu zemlju (1964), Krčma na uglu (1974), Tihe lomače (1985), Zavodnička šuma (1992) und Posljednja večera (2005) schreibt über Probleme moderner Menschen, wobei ein vom Existentialismus geprägtes Weltgefühl vorherrscht. In deutscher Sprache erschienen 1990 Stille Scheiterhaufen sowie 1995 Der verführerische Wald (Original: Zavodnička šuma). Als langjähriger Herausgeber von Forum, der Zeitschrift der Kroatischen Akademie der Wissenschaften und Künste (HAZU), wurde er zur Leitfigur der modernen kroatischen Gegenwartsliteratur. Antun Šoljan, der als wichtigster Autor aus dem Kreis um die Zeitschrift Krugovi galt, behandelte in seinem vielseitigen Werk mit kühner Offenheit und Schwung die Probleme des modernen Menschen. Er veröffentlichte Gedichtbände wie Na rubu svijeta (1956), Gazela i druge pjesme (1970), Romane wie Izdajice (1961), Kratki izlet (1965), der 1966 in deutscher Sprache mit dem Titel Der kurze Ausflug erschien, und Luka (1974) sowie Erzählungen wie Specijalni izaslanici (1957) und Drugi ljudi na mjesecu (1978), aber auch literarische Essays. 1997 erschien posthum Izabrana proza mit einer Auswahl seiner Prosawerke.
Ivan Aralica gilt als einer der bedeutendsten kroatischen Schriftsteller in der zweiten Hälfte des 20. Jahrhunderts und veröffentlichte unter anderem Put bez sna (1982) und Duše robova (1984), die unter den Titel Diener der Inquisition (1989) beziehungsweise Die Seelen der Sklaven (2006) jeweils in deutscher Übersetzung erschienen.
Der Schriftsteller, Dramatiker, Übersetzer und Musikkritiker Nedjeljko Fabrio, der zwischen 1989 und 1995 Präsident des Kroatischen Schriftstellerverbandes war, bearbeitete in seinen Novellen wie Partite za prozu (1966), Labilni položaji (1969) sowie Romanen wie Vježbanje života (1985), Berenikina kosa (1989) und Smrt Vronskog (1994) symbolische und mythologische politische Themen der Gegenwart. In deutscher Sprachen erschienen 1992 Das Haar der Berenice. Familienfuge (Original „Berenikina kosa“) sowie 2004 Einübung des Lebens. Ein Chronisterion (Original „Vježbanje života“). Zudem verfasste er zahlreiche Essays.
Pavao Pavličić, der an der Universität Zagreb als Professor für vergleichende Literaturwissenschaft lehrte, gehört zu den produktivsten Erzählern Kroatiens. Er begann mit phantastischen Themen und wendete sich später der Kriminalroman zu. Zu seinen Werken gehören die Erzählungen Lađa od vode (1972) und Dobri duh Zagreba (1976) sowie die Romane Plava ruža (1977), Umjetni orao (1979), Trg slobode (1986), Rakova djeca (1988), Sretan kraj (1989), Koraljna vrata (1990), Škola pisanja (1994), Pokora (1998) und Zmijska serenada (2005). Daneben veröffentlichte er auch zahlreiche literaturwissenschaftliche Monographien wie Dunav (1983), das 2007 unter dem Titel Die Donau in deutscher Sprache erschien.
Der als Redakteur der Zeitschrift Prolog und heute als freier Schriftsteller tätige Slobodan Šnajder betreibt eine rege Tätigkeit für das deutsche Theater und politisch engagiertes Theater nach dem Vorbild von Bertolt Brecht. In seinen Dramen wie Kamov (1978), Hrvatski Faust (1981), das 1985 unter dem Titel Der kroatische Faust in deutscher Sprache erschien, Utjeha sjevernih mora (1992), welches 1995 als Trost der nördlichen Meere. Chiliastisches Mysterium in Deutsch herauskam, sowie Zmijin svlak (1994), das unter dem Titel Die Schlangenhaut 1997 ebenfalls in deutscher Sprache veröffentlicht wurde, problematisiert er das Verhältnis von Kunst und Politik sowie Individuum und Totalitarismus und entlehnt dabei oftmals Motive aus Moritaten und Mysterien des Mittelalters.
Slavenka Drakulić verfasste neben Romanen Hologrami straha (1987), Mramorna koža (1995), Božanska glad (1997), Kao da me nema (1999) und Frida ili o boli (2007), die auch ins Deutsche übersetzt wurden, auch zahlreiche Essays und Berichte. Die seit 1993 im freiwilligen Exil in den Niederlanden und später in den USA lebende Dubravka Ugrešić schrieb metaliterarisch und intertextuell im Geist der Postmoderne Romane wie Forsiranje romana (1988) und Muzej bezuvjetne predaje (2002) sowie Erzählungen wie Američki fikcionar (1993) und Kultura laži (1996), die auch ins deutsche übersetzt wurden. Darüber hinaus veröffentlichte sie zahlreiche Essays zu gesellschaftskritischen Themen. Miljenko Jergović ist ein bosnischer Schriftsteller, Dichter und Essayist, der vornehmlich in kroatischer Sprache schreibt. Einer internationalen Leserschaft wurde er durch die Kurzgeschichtensammlung Sarajevski Marlboro (1994) bekannt, für die er internationale Preise gewann. Zu weiteren Werken gehören Mama Leone (1999), Buick Rivera (2002), Freelander (2007) und Dvori od oraha.
Der auch als Journalist tätige Zoran Ferić wurde für seine Erzählungen wie Mišolovka Walta Disneya (1996) und Anđeo u ofsajdu sowie Romane wie Smrt djevojčice sa žigicama (2002) und Djeca Patrasa (2006) mit verschiedenen Preisen geehrt. Julijana Matanović, die als Professorin an der Universität Zagreb zeitgenössische kroatische Literatur unterrichtet, veröffentlichte mit Zašto sam vam lagala (1997), Bilješka o piscu (2000), Lijepi običaji (2000), Kao da smo otac i kći (2003), Krsto i Lucijan (2003), Laura nije samo anegdota (2005) und Tko se boji lika još (2008) zahlreiche Erzählungen und Romane.
Der auch als Journalist, Film- und Literaturkritiker tätige Jurica Pavičić beschrieb in seinen Romanen wie Ovce od gipsa (1997) und Nedeljnji prijatelj (2000) Ereignisse aus dem Krieg und dem politischen Leben Kroatiens. Für seinen 2017 erschienenen Roman Crvena voda wurde er für den Fric-Preis für das beste 2017 in Kroatien veröffentlichte Prosawerk und dem Gjalski-Preis 2018 für den besten Roman in kroatischer Sprache ausgezeichnet. Der ebenfalls als Journalist tätige Edo Popović war als Kriegsberichterstatter tätig und schrieb neben Novellen wie Koncert za tequilu i apaurin (2002) Romane wie Izlaz Zagreb Jug (2003), Oči (2007) und Lomljenje vjetra (2012). Seine Protagonisten bewegen sich fast ausschließlich im Zagreber Raum und er spart in seinen Werken nicht an eindeutiger wie auch unterschwelliger Gesellschaftskritik.
Der Dramaturg Miro Gavran verfasste zahlreiche Dramen wie Zabranjeno smijanje, Papucari, Lutka, Sladoled und Pivo, die teilweise ins Deutsche übersetzt wurden, aber auch Romane und Jugendbücher. Damir Karakaš veröffentlichte seit 2000 mehrere Romane wie Kombëtari (2000), Eskimi (2007), Sjajno mjesto za nesreću (2009) und Sjećanje šume (2016), die großteils auch in deutscher Übersetzung erschienen. Zuletzt erschien 2019 Proslava.

## Hintergrundliteratur
- Josip Torbarina: Italian influence on the poets of the Ragusan republic, London 1931
- Bertelsmann Universallexikon, Band 16, Gütersloh 1990, S. 218
- Ivo Frangeš: Geschichte der kroatischen Literatur. Von den Anfängen bis zur Gegenwart. Köln/Weimar/Wien: Böhlau, 1995
- Gero von Wilpert: Lexikon der Weltliteratur. Fremdsprachige Autoren, Band I A–K, Stuttgart 2004, 2008, ISBN 978-3-520-84301-2
- Gero von Wilpert: Lexikon der Weltliteratur. Fremdsprachige Autoren, Band II L–Z, Stuttgart 2004, 2008, ISBN 978-3-520-84301-2
- Renate Hansen-Kokoruš, Elena Popovska (Hrsg.): Kind und Jugendlicher in der Literatur und im Film Bosniens, Kroatiens und Serbiens, Hamburg 2013, Schriftenreihe Grazer Studien zur Slawistik, Band 1, ISBN 978-3-8300-6789-4
- Renate Hansen-Kokoruš, Darko Lukić, Boris Senker (Hrsg.): Satire und Komik in der bosnisch-herzegowinischen, kroatischen, montenegrinischen und serbischen Literatur, Hamburg 2018, Schriftenreihe Grazer Studien zur Slawistik, Band 10, ISBN 978-3-8300-9861-4